# Cantaracillo
Cantaracillo ist ein Ort und eine westspanische Gemeinde (municipio) in der Provinz Salamanca in der Autonomen Gemeinschaft Kastilien-León. 2024 hatte die Gemeinde 190 Einwohner. 

## Geographie
Cantaracillo befindet sich etwa 55 Kilometer ostsüdöstlich vom Stadtzentrum der Provinzhauptstadt Salamanca in einer Höhe von ca. 915 m. Durch die Gemeinde führt die Autovía A-50 von Salamanca nach Ávila.

## Bevölkerungsentwicklung
| Jahr      | 1900 | 1920 | 1950 | 1970 | 1981 | 1991 | 2001 | 2011 | 2021 |
| Einwohner | 751  | 699  | 817  | 448  | 331  | 316  | 267  | 213  | 197  |

## Sehenswürdigkeiten
- Burgruine von Torreón-Emilia
- Kirche Mariä Himmelfahrt (Iglesia de Nuestra Señora de La Asunción)

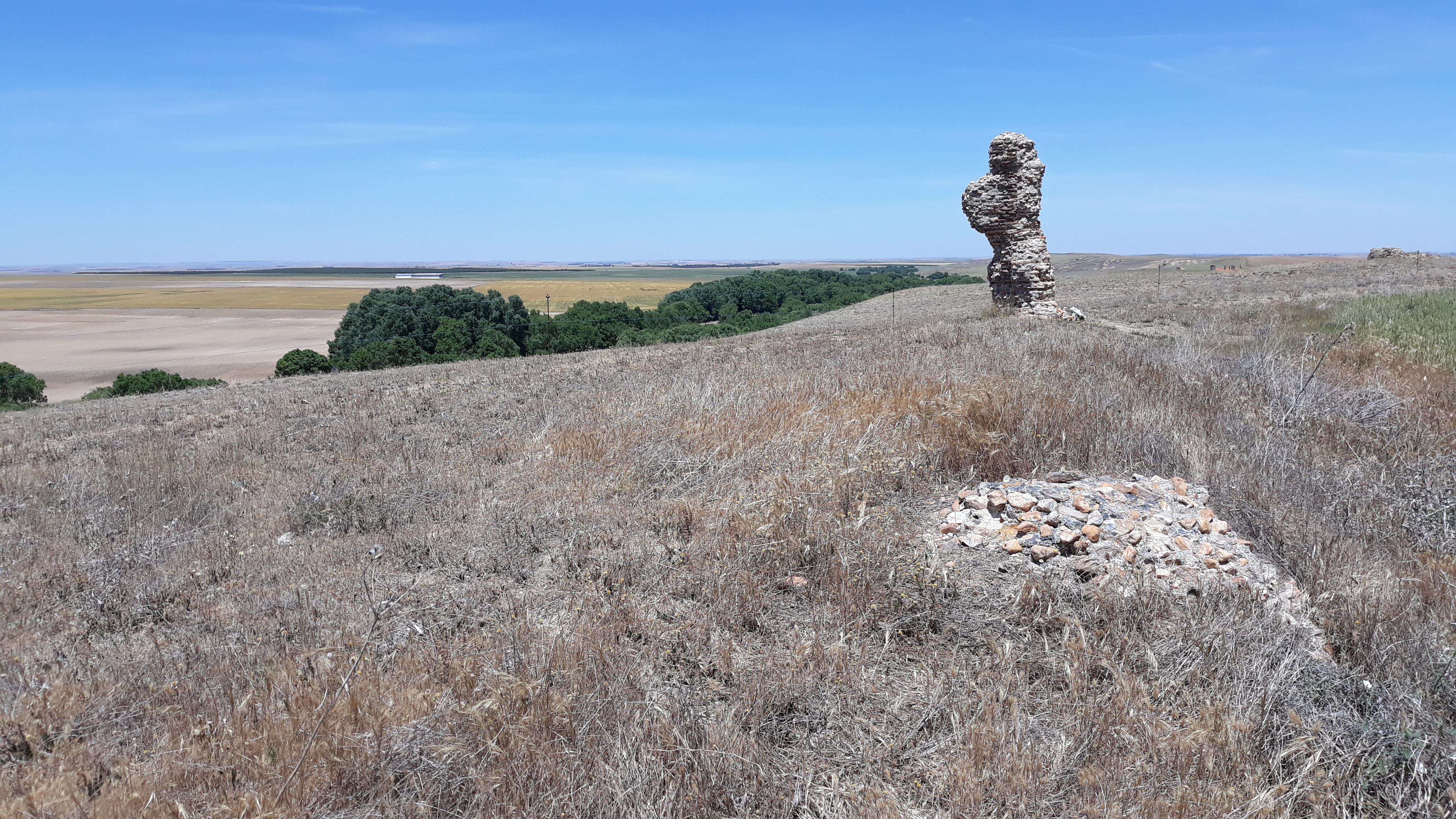
Burgruine von Torreón-Emilia
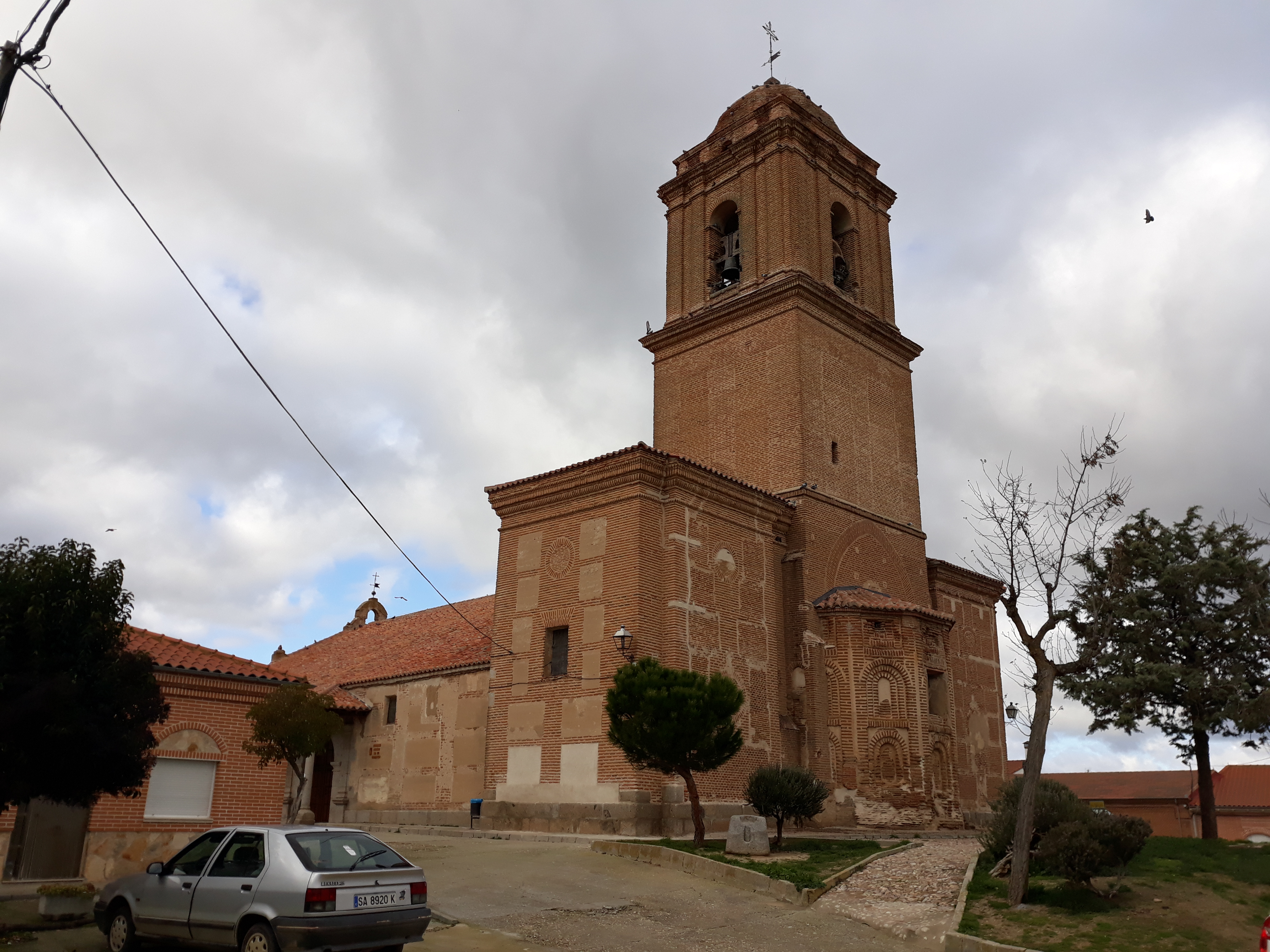
Kirche Mariä Himmelfahrt